# Sphagnum obtusiusculum
Sphagnum obtusiusculum là một loài rêu trong họ Sphagnaceae. Loài này được Lindb. ex Warnst. mô tả khoa học đầu tiên năm 1890.